# OpenBabel
OpenBabel — свободная химическая экспертная система, в основном используемая для преобразования форматов файлов. Эта программа доступна для UNIX и Windows и распространяется на условиях GNU GPL.
OpenBabel, так же как и JOELib, основан на библиотеке OELib, которая, в свою очередь, использовала идеи из программы Babel.

## Основные возможности
- Химическая экспертная система
- Преобразование форматов
- Поиск фрагментов (с помощью SMILES)